# Броска
Бро́ска — село Саф'янівської сільської громади, в Ізмаїльському районі Одеської області України. Населення становить 3704 осіб. Село є, фактично, західним передмістям Ізмаїла.

## Історія
12 червня 2020 року, відповідно до Розпорядження Кабінету Міністрів України від № 724-р «Про визначення адміністративних центрів та затвердження територій територіальних громад Одеської області», увійшло до складу Саф'янівської сільської територіальної громади.
19 липня 2020 року, в результаті адміністративно-територіальної реформи і ліквідації Ізмаїльського (1940  – 2020) району, село увійшло до складу новоутвореного Ізмаїльського району.

## Населення
Згідно з переписом 1989 року населення села становило 3201 особа, з яких 1508 чоловіків та 1693 жінки.
За переписом населення 2001 року в селі мешкало 3725 осіб.

### Мова
Розподіл населення за рідною мовою за даними перепису 2001 року:
| Мова       | Відсоток |
| ---------- | -------- |
| українська | 76,81 %  |
| російська  | 17,22 %  |
| румунська  | 2,62 %   |
| болгарська | 2,29 %   |
| білоруська | 0,4 %    |
| циганська  | 0,19 %   |
| гагаузька  | 0,13 %   |

## Галерея

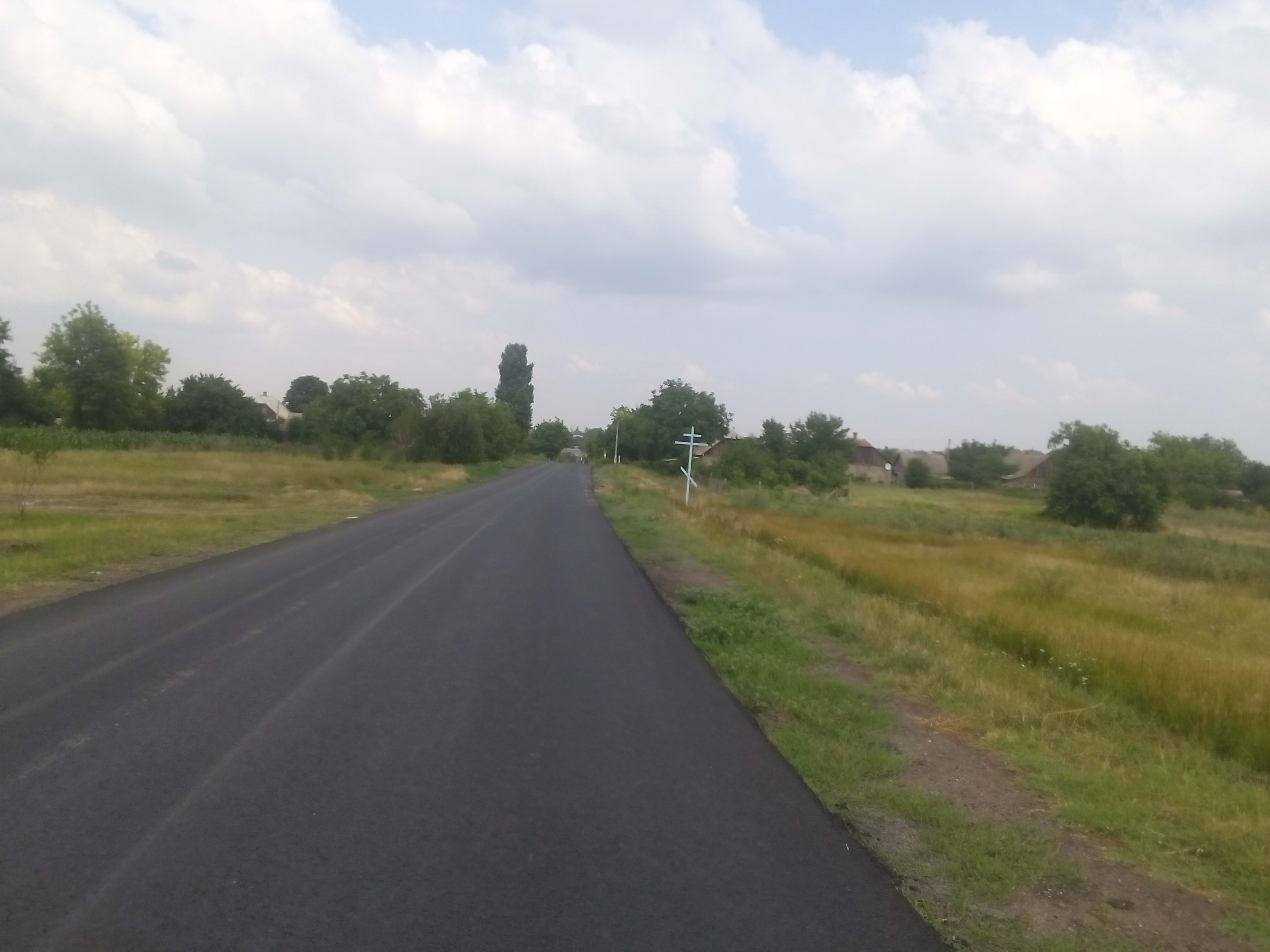
В'їзд з півночі.
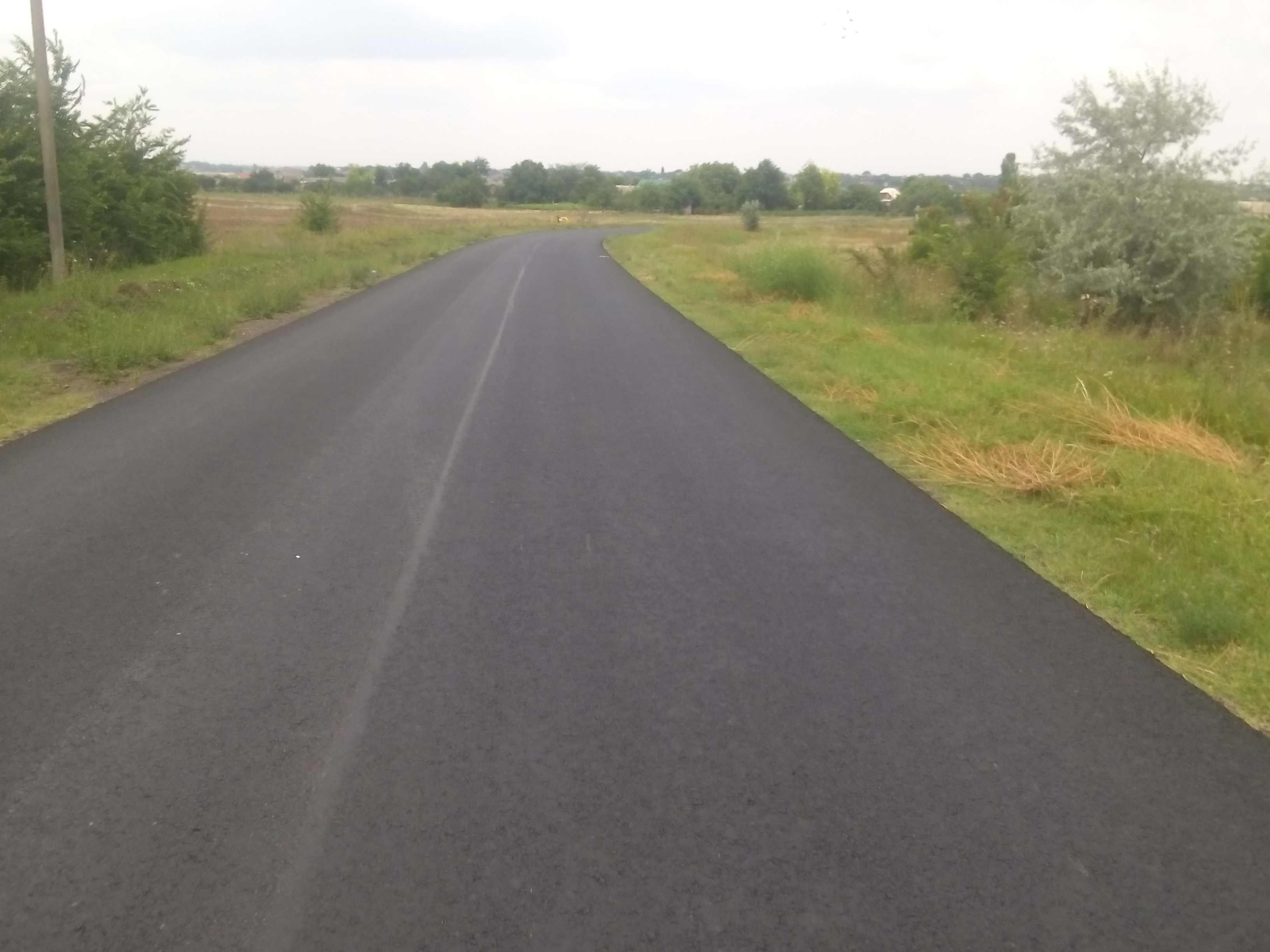
Траса Одеса-Рені (відновлена у 2018)
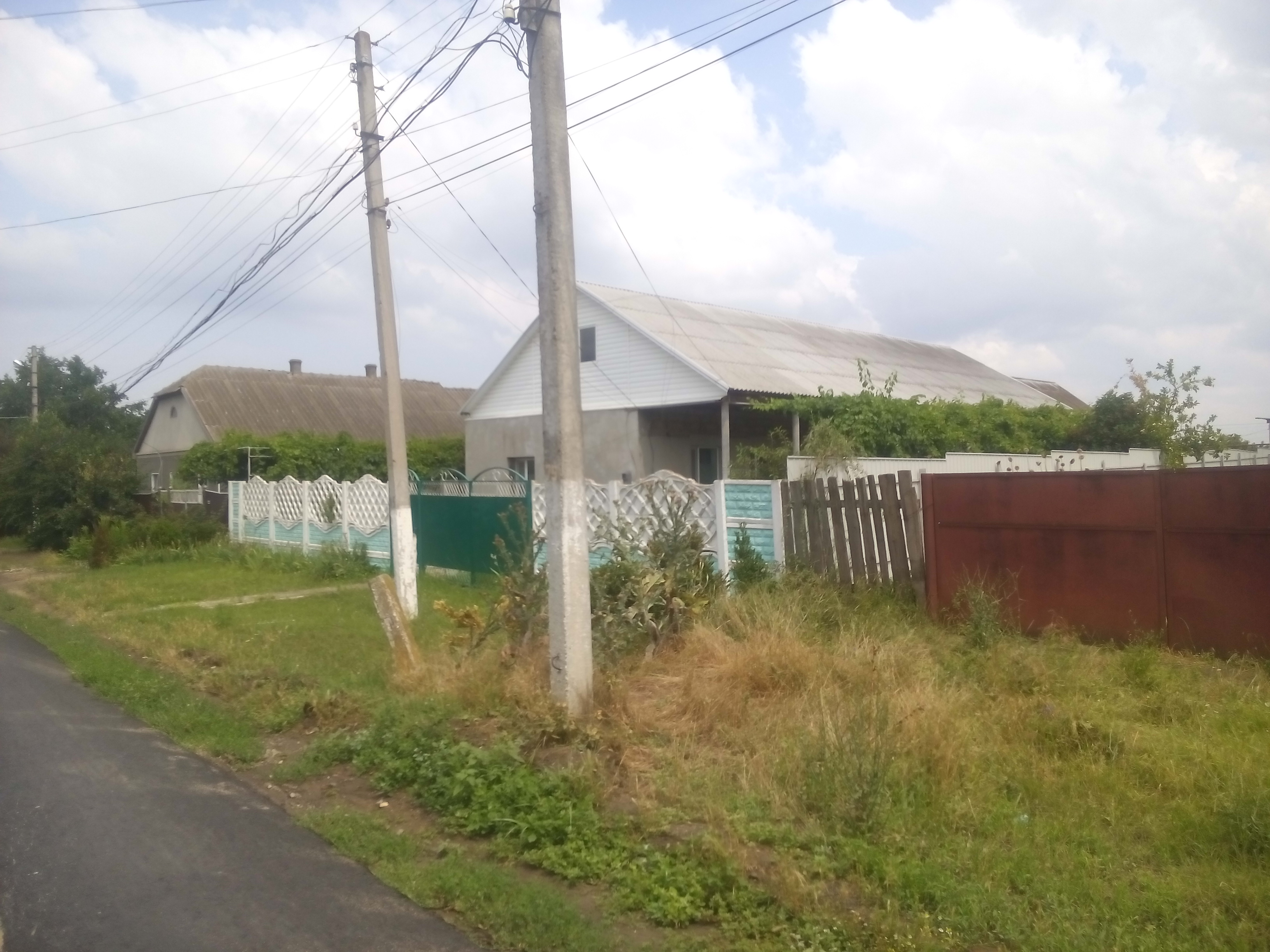
Типова вулиця
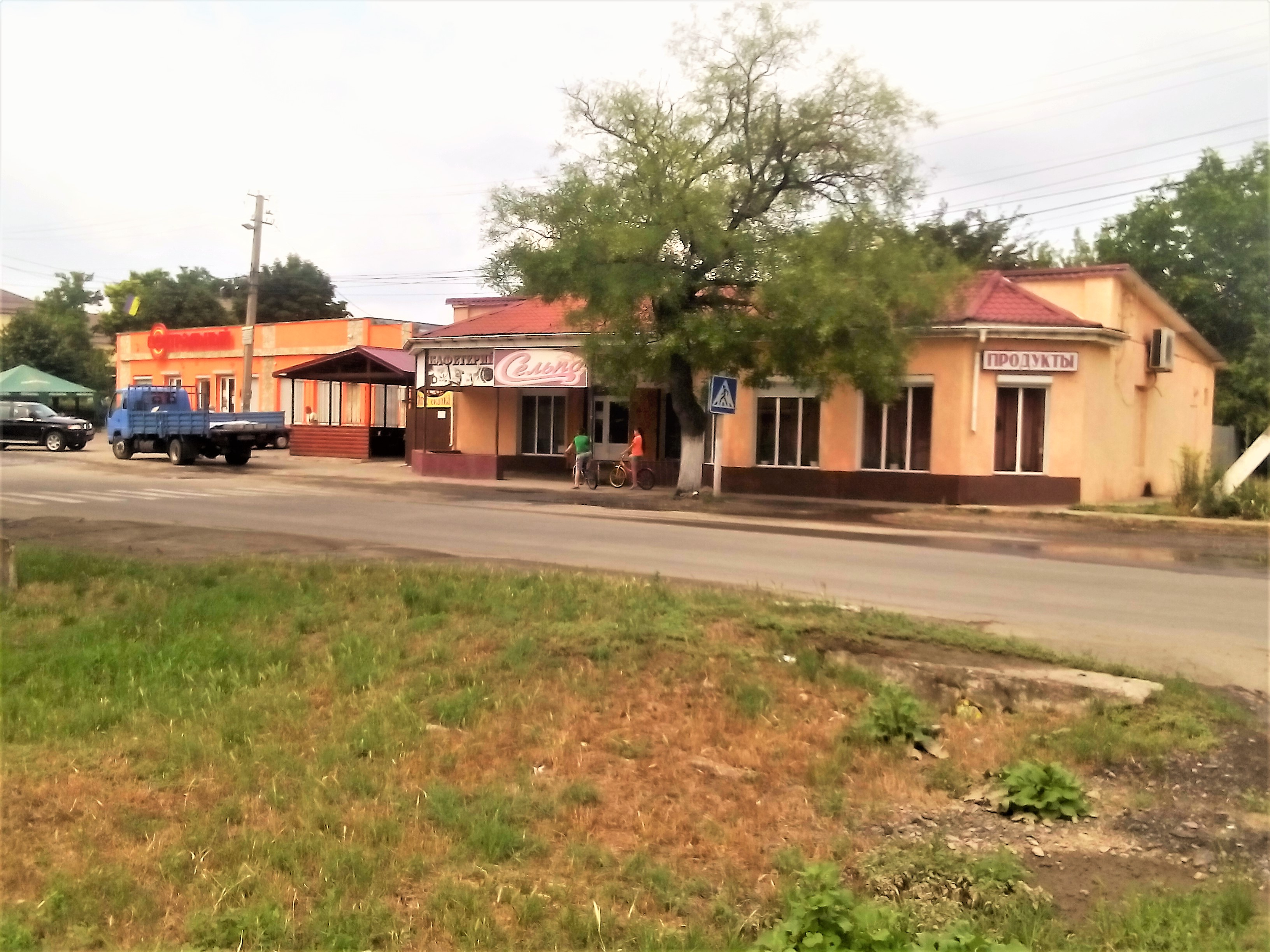
Магазини
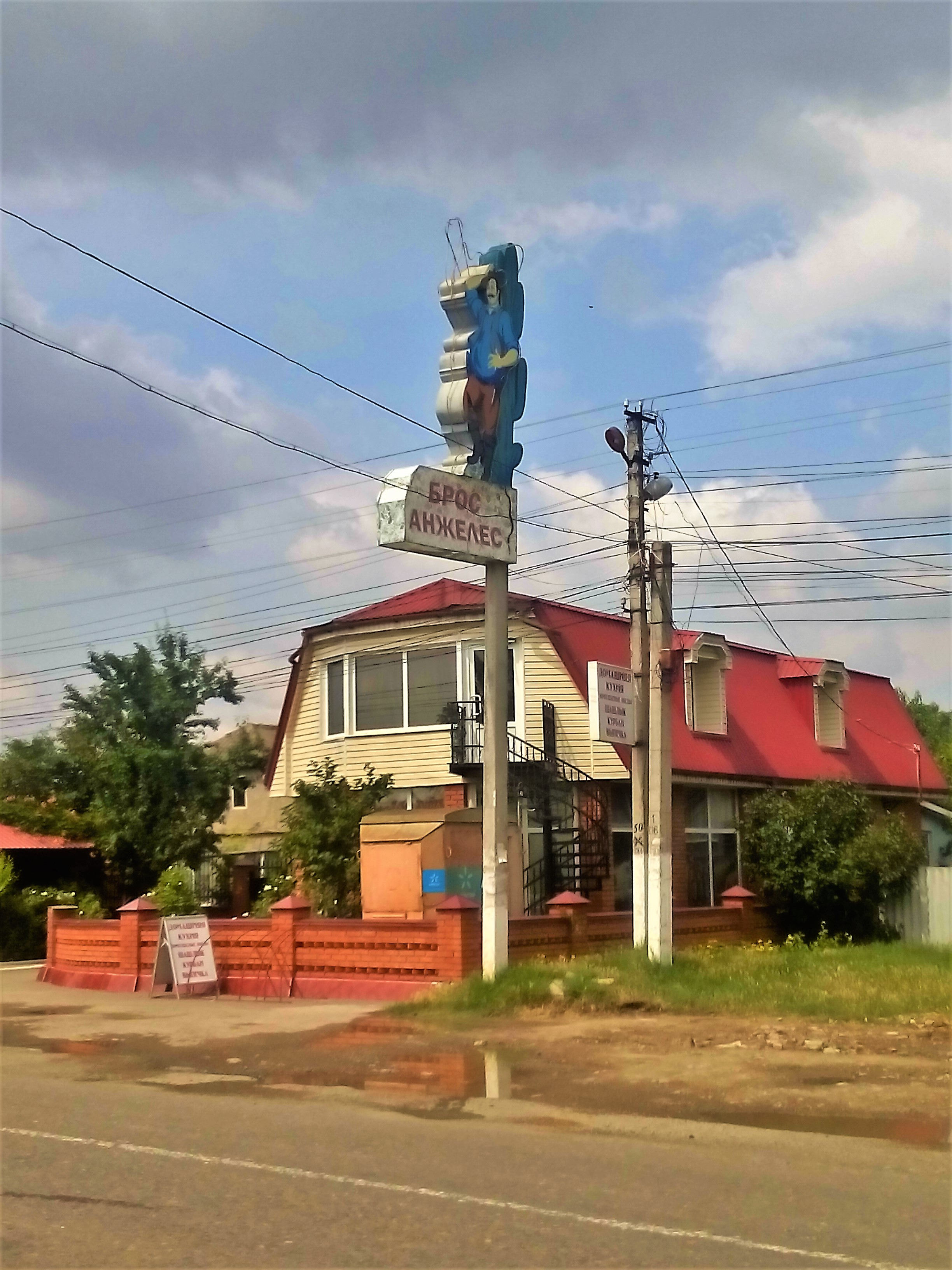
Bros-Angeles
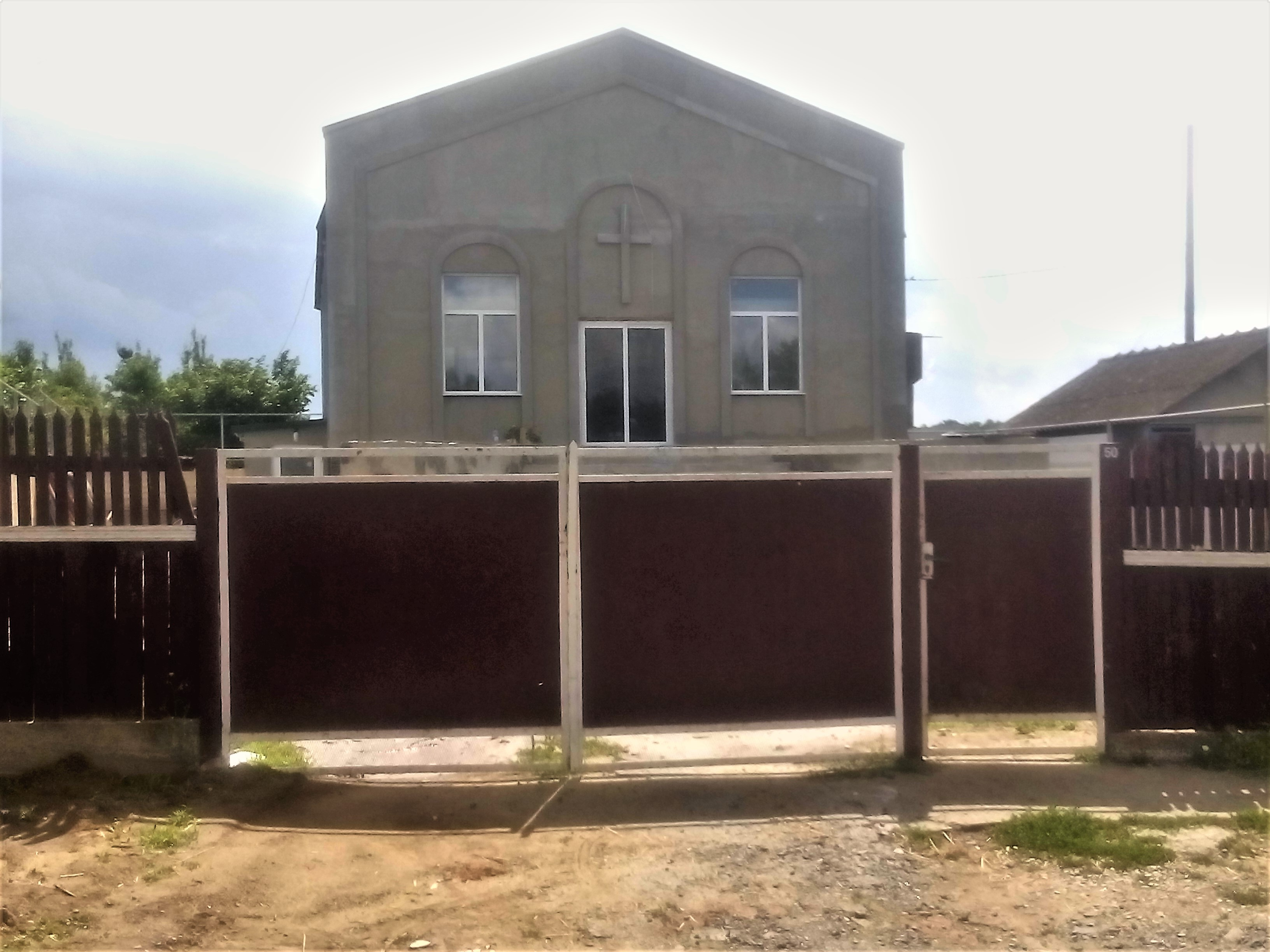
Протестанська церква
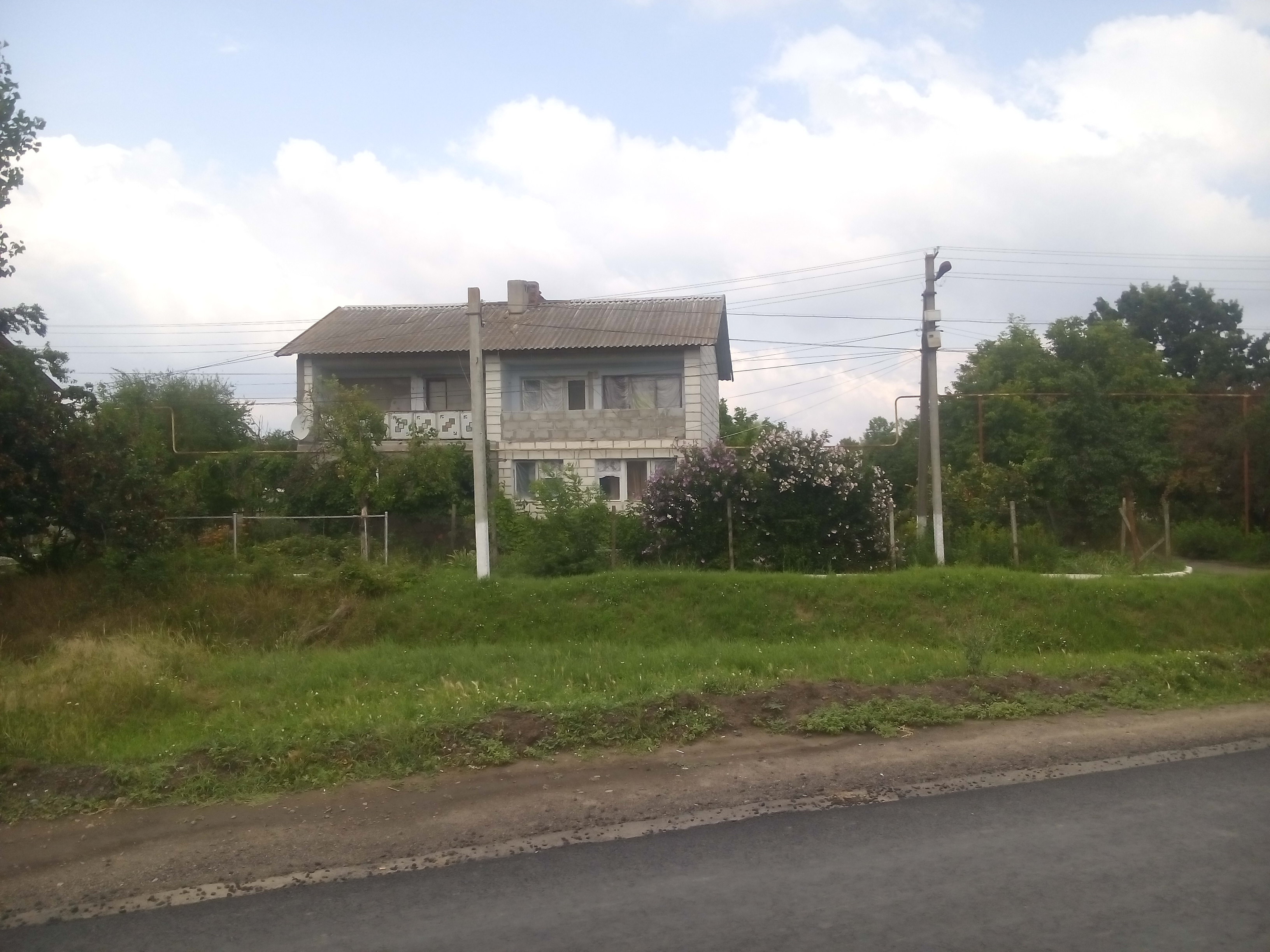
Двоповерховий будинок
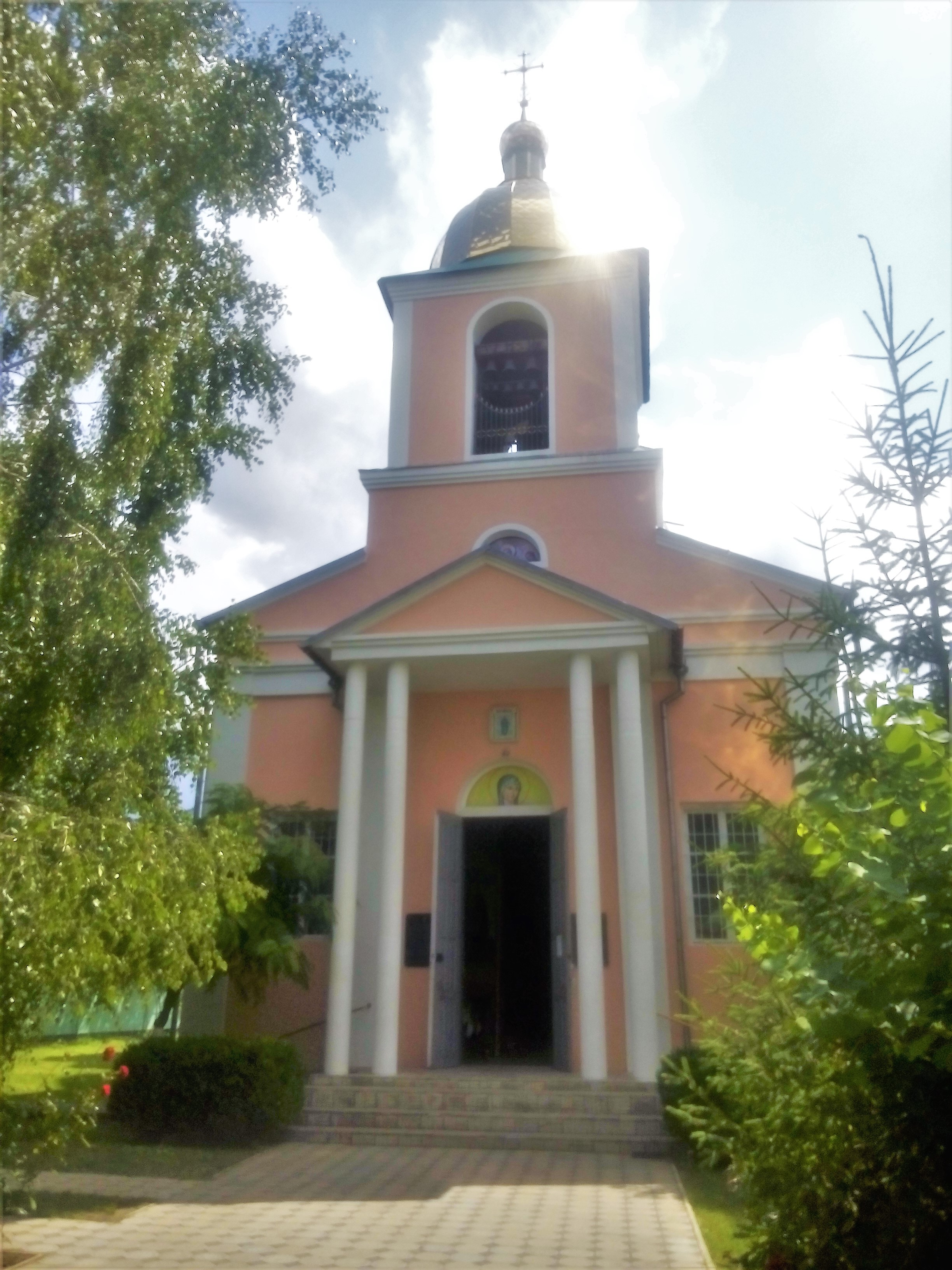
Православна церква
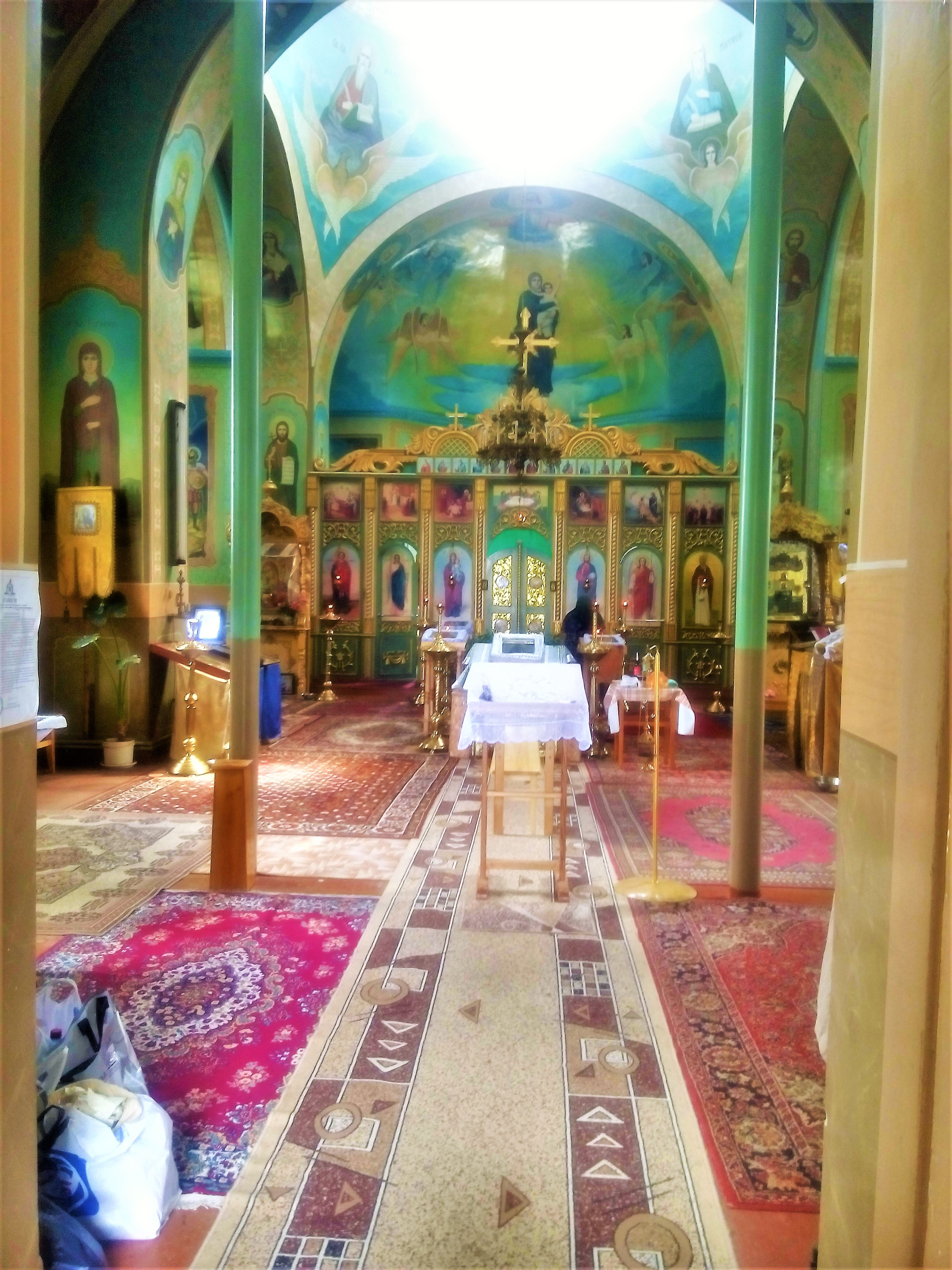
Православна церква (всередині)
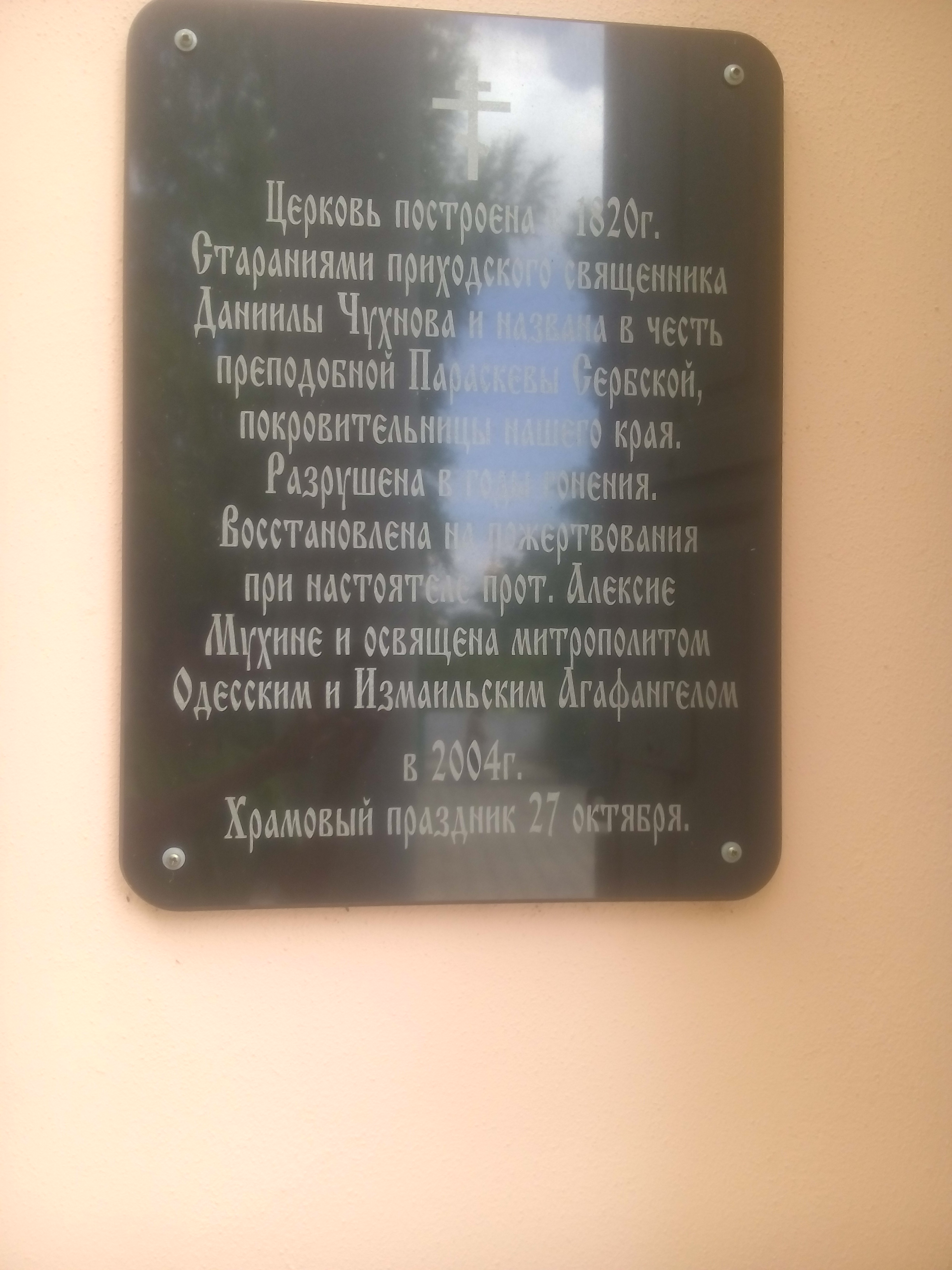
Православна церква
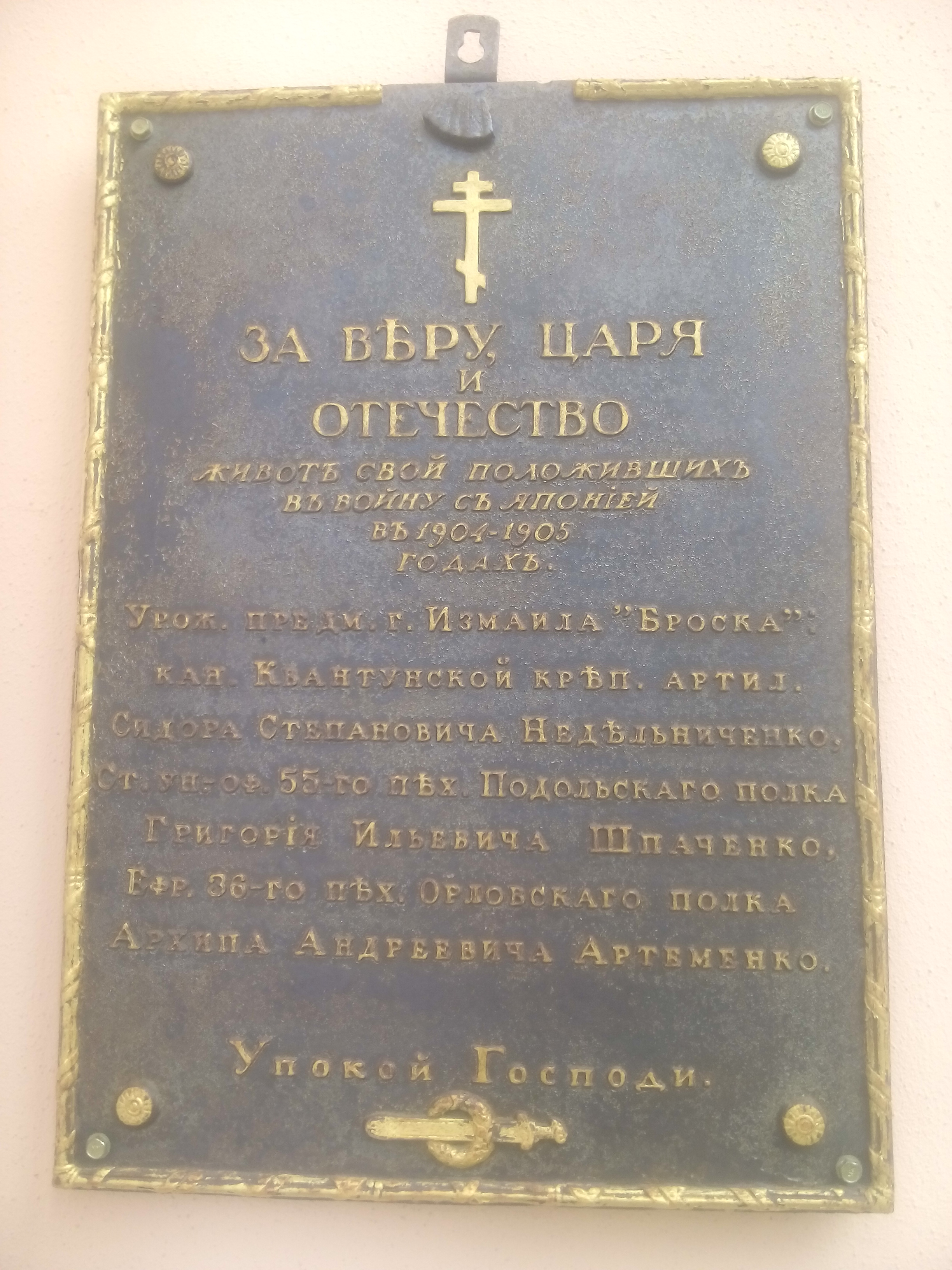